# Hydrocynus brevis
Hydrocynus brevis är en fiskart som först beskrevs av Günther, 1864.  Hydrocynus brevis ingår i släktet Hydrocynus och familjen Alestidae. Inga underarter finns listade i Catalogue of Life.
Denna fisk har flera från varandra skilda populationer i norra, västra och centrala Afrika. Den förekommer i Nilen från södra Egypten söderut, i Sudan, Sydsudan och västra Etiopien samt i stora delar av Västafrika från Tchad till Antlanten. Arten hittas i floder, mindre vattendrag och insjöar. Några kan tidvis torka ut. Födan utgörs av mindre fiskar, kräftdjur och insekter.
Beståndet påverkas i viss mån av landskapsförändringar, vattenföroreningar och intensivt fiske. Hela populationen bedöms som stor. IUCN kategoriserar arten globalt som livskraftig.